# Sinaga Uruk Pandiangan
Sinaga Uruk Pandiangan is een bestuurslaag in het regentschap Samosir van de provincie Noord-Sumatra, Indonesië. Sinaga Uruk Pandiangan telt 987 inwoners (volkstelling 2010).